# 龍岡清真寺
24°55′47.16″N 121°15′13.55″E / 24.9297667°N 121.2537639°E

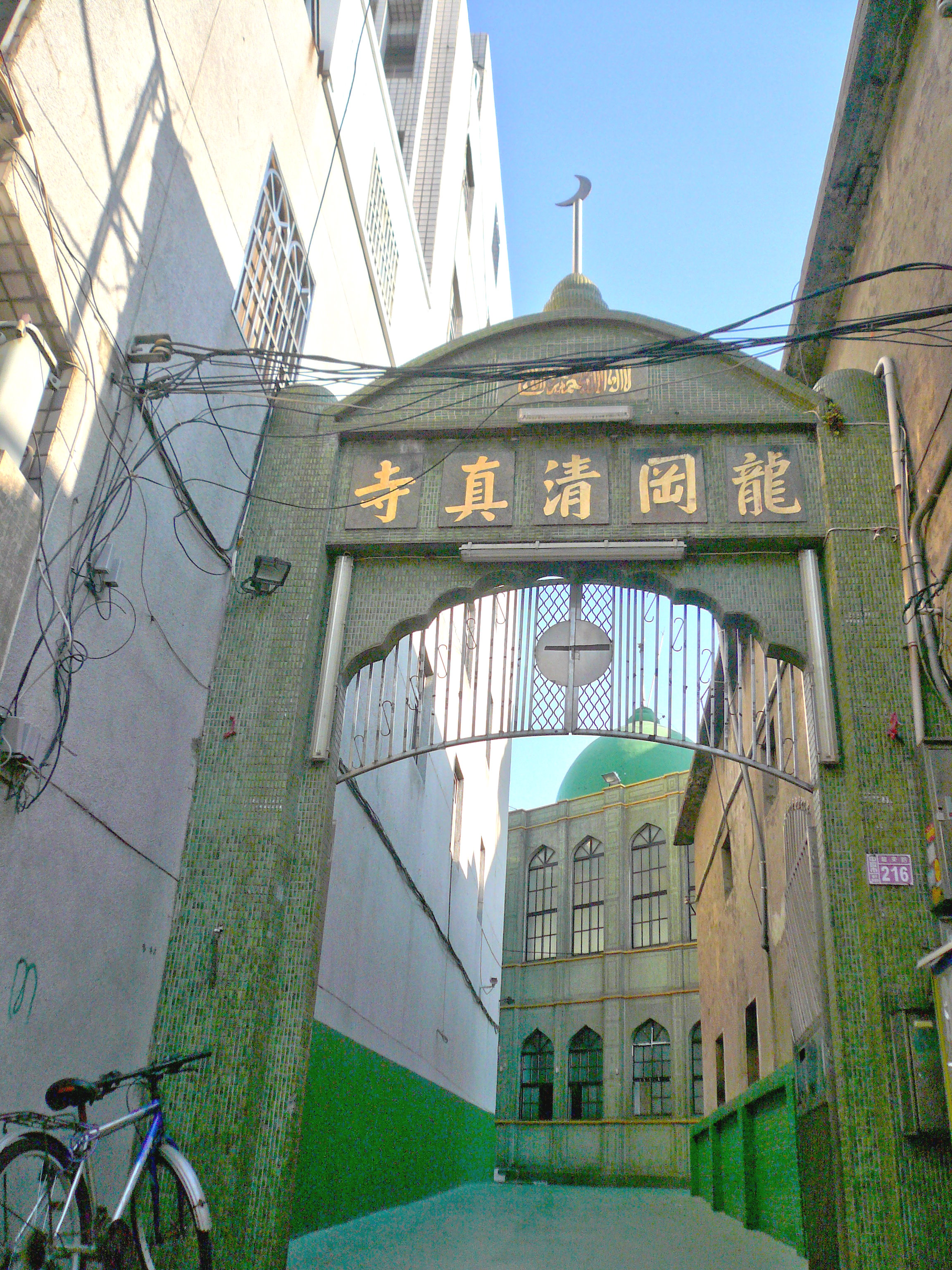
龍岡清真寺入口

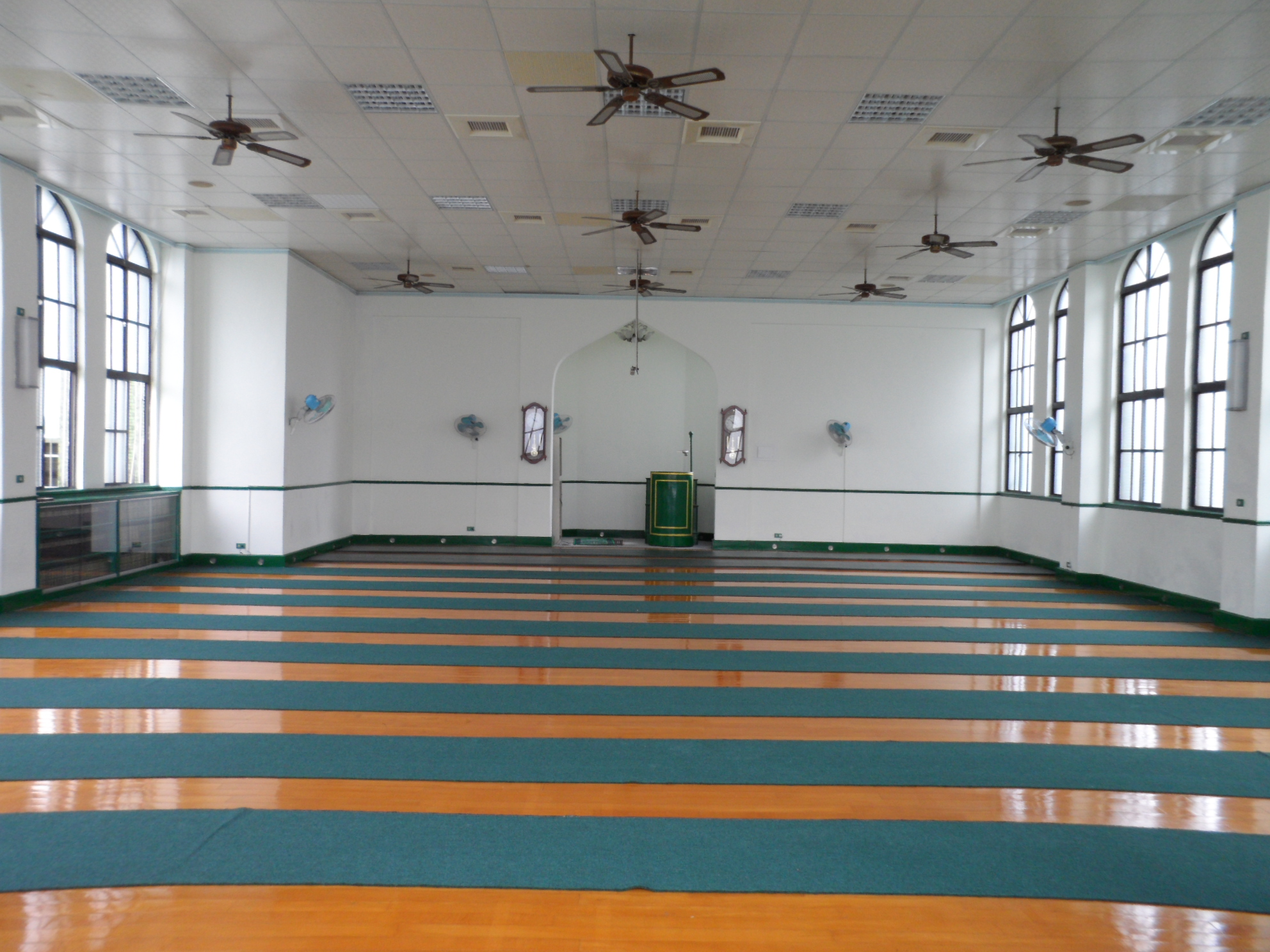
龍岡清真寺大禮拜堂

龍岡清真寺位於台灣桃園市中壢區龍東路，為台灣十座清真寺之一。

## 歷史
1954年，中華民國滇、緬邊區游擊部隊撤台，駐紮龍岡，隨行教親及其眷屬有感於龍岡距台北清真寺尚遠，無法時常北上誦經禮拜，因此於1964年，由退役之軍人馬興之、王文中及軍眷薩李如桂、馬美鳳與忠貞新村十餘戶教胞集議，於龍岡地區興建一座小型清真寺，後透過中國回教協會募集興築資金與沙烏地阿拉伯資助，購得392坪土地，歷時3年餘落成。
龍岡清真寺規模包括一間可容150餘人之禮拜殿，另有客廳、宿舍、廚廁、浴室等。

## 現況
台灣計有9座清真寺，分別位於台北（2座）、桃園大園、桃園龍岡、台中、台南、高雄、屏東、花蓮，近年隨著開放外籍移工來台政策，桃園地區的移工便多往龍岡清真寺祝禱，也為原本即具有多元文化的龍岡地區注入更多人文色彩。

## 外部連結
- 龍岡清真寺部落格 （页面存档备份，存于）